# Elvira Alfònsez

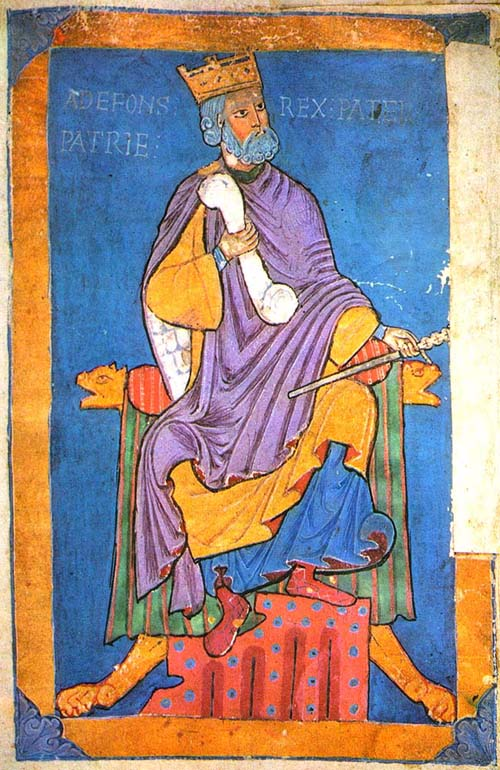
Miniatura medieval que representa a Alfonso VI el Valent de Castella i Lleó.

Elvira Alfónsez o Elvira de Castella  (vers 1079-després d'abril de 1157). Filla il·legítima d'Alfons VI de Lleó i de Jimena Muñoz, va ser germana de Teresa de Lleó, la mare d'Alfons Henriques, primer rei de Portugal, i comtessa de Tolosa pel seu matrimoni amb Ramon IV de Tolosa.

## Biografia
Elvira va contreure matrimoni el 1094 amb el comte Ramon IV de Tolosa, fill del comte Ponç de Tolosa i de la comtessa Almodis de la Marca. Va acompanyar al seu marit a Terra Santa en la Primera Croada de 1096 on va néixer l'únic fill del matrimoni, Alfons Jordà, que va succeir al seu germà Bertrán de Tolosa al capdavant del comtat de Tolosa.
Després de la mort del comte Ramon I a Trípoli, el 28 de febrer de 1105, Elvira va tornar al regne de Lleó on va tornar a casar-se abans de juliol de 1117 amb el comte Ferran Fernàndez de Carrión, de qui es va separar abans de 1121.
L'última aparició d'Elvira va ser a la catedral d'Astorga a l'abril de 1157 quan va fer una donació de les tèrcies de totes les seves possessions, probablement morint poc després.

## Sepultura
Després de la seva defunció, el cadàver d'Elvira va ser conduït a la localitat lleonesa de Sahagún on va ser enterrada en el Monestir de Sant Benet de Sahagún, en el qual havia rebut sepultura el seu pare, el rei Alfonso VI, en companyia de diverses de les seves esposes. Va rebre sepultura al peu de la capella de Nostra Senyora, que ella va ordenar edificar entre el temple i la sagristia, i en el seu sepulcre, desaparegut en l'actualitat, així com les seves restes mortals, apareixien esculpides les efígies de Crist i dels Apòstols, portant aquests últims llibres a les mans, i havent estat esculpit en ell un epitafi en caràcters llombards.

## Matrimonis i descendència
Fruit del seu primer matrimoni amb el comte Ramon IV, comte de Tolosa, va néixer un fill:
- Alfons Jordà (1103–1148), que va succeir al seu germanastre Bertrán de Tolosa al capdavant del comtat de Tolosa.

Del seu segon matrimoni amb el comte Ferran Fernández de Carrión van néixer els següents fills:
- Didac Fernández (mort després de 28 d'octubre de 1155)
- Garcia Fernández (mort després de 1127)
- Teresa Fernández qui va contreure matrimoni abans de l'any 1140 amb el comte Osorio Martínez, fill del comte Martín Flaínez i de la seva esposa la comtessa Sancha Fernández.